# Rex White
Rex White (Taylorsville, 17 agosto 1929 – Taylorsville, 18 luglio 2025) è stato un pilota automobilistico statunitense, campione della NASCAR.

## Carriera
Dal 1956 al 1964 corse nella NASCAR Sprint Cup Series, ottenendo in totale 28 vittorie su 36 pole position.

## Riconoscimenti
Nel 2015 venne introdotto nella NASCAR Hall of Fame.